# Romaszówka
Romaszówka (ukr. Ромашівка) – wieś na Ukrainie, w  rejonie czortkowskim obwodu tarnopolskiego, w hromadzie Białobożnica. Do 1945 w Polsce, w województwie tarnopolskim.

## Historia
Romaszówka była najstarszą siedzibą rodową Podleskich, herbu Bogoria na Rusi Halickiej.
W grudniu 1774 roku we wsi przebywał Mikołaj Bazyli Potocki.
Miejsce zbrodni nacjonalistów ukraińskich, które pochłonęły tutaj jedynie 5 istnień ludzkich, dzięki bohaterskiej postawie kapłana ukraińskiego kapłana, który na kazaniach w cerkwi mówił:

Jeżeli chcecie mordować Polaków, to najpierw musicie zamordować moją matkę, która jest Polką i również mnie, który jestem jej synem

## Dwór
- Dwór wybudowany na przełomie XVIII w. i XIX w. w stylu klasycystycznym  przez Wincentego Podleskiego został spalony w latach 1914-18. Obiekt był otoczony parkiem[2].